# Патрісіо Уррутія
Патрісіо Уррутія (ісп. Patricio Urrutia, нар. 15 жовтня 1977) — еквадорський футболіст, що грав на позиції півзахисника.
Виступав, зокрема, за клуб «ЛДУ Кіто», а також національну збірну Еквадору. Володар Кубка Лібертадорес. Дворазовий переможець Рекопи Південної Америки.

## Клубна кар'єра
Професійну кар'єру розпочав у «Барселоні» з Гуаякіля, однак у перший період перебування в цій команді йому не судилося зіграти за основу жодного матчу. У 19 років він був відданий в скромну команду «Кальві» з Гуаякіля, але і там він цілий сезон 1997/98 просидів у запасі.
Дебют у професійному футболі відбувся в 1998 році за команду «Текніко Універсітаріо». У 1999—2002 роках він успішно виступав за іншу команду з Амбато, «Макара». Зрештою, його гра привернула увагу рідного клубу Уррутії, «Барселони», і в 2002 році він на правах оренди вперше в житті став виступати за один з найсильніших клубів країни. «Макара» по закінченні 2002 року прийняла пропозицію про продаж футболіста від іншого гранда еквадорського футболу «ЛДУ Кіто».
В ЛДУ Патрісіо поступово став однією з найяскравіших зірок. У 2005 році він став одним з 14 найкращих бомбардирів Кубка Лібертадорес, забивши в розіграші по 5 голів. У 2008 році, вже будучи капітаном ЛДУ, Уррутія забив 7 голів у престижному міжнародному турнірі, лише зміцнившись в статусі найкращого бомбардира ЛДУ в Кубку Лібертадорес. Патрісіо забив 4-й гол у першому матчі фіналу турніру, який дозволив ЛДУ святкувати перемогу з рахунком 4:2. У матчі-відповіді «Флуміненсе» відігрався (3:1), довівши справу до серії пенальті, але і тут удар Уррутії був точним — він першим з еквадорських футболістів відправив м'яч у сітку воріт Фернандо Енріке. Уррутія був визнаний найціннішим гравцем фінального протистояння. У розіграші Кубка Лібертадорес 2008 забив 2 м'ячі. ЛДУ вперше в історії еквадорського футболу завоював міжнародний трофей.
З того самого періоду за Уррутією пильно стежив переможений клуб «Флуміненсе». В середині 2009 року «триколірні» опинилися в складній ситуації у чемпіонаті Бразилії і повернулися до кандидатури еквадорця для зміцнення складу. З другої спроби медичне обстеження для Патрісіо пройшло успішно і 26 серпня 2009 року «Флуміненсе» оголосило про підписання 2-річного контракту з футболістом. Проте вже на початку 2010 року Уррутія повернувся в ЛДУ.
У квітні 2013 року Патрісіо Уррутія оголосив про завершення кар'єри футболіста. Останній матч за ЛДУ він зіграв в червні.

## Виступи за збірну
2002 року дебютував в офіційних матчах у складі національної збірної Еквадору.
У складі збірної був учасником чемпіонату світу 2006 року у Німеччині, де Еквадор дійшов до стадії 1/8 фіналу, а також Кубку Америки 2007 року у Венесуелі, де збірна Еквадору виступила невдало.
Протягом кар'єри у національній команді, яка тривала 8 років, провів у формі головної команди країни 27 матчів, забивши 3 голи.

## Титули і досягнення

### Командні
- Чемпіон Еквадору (4):

«ЛДУ Кіто»: 2003, 2005 (Апертура), 2007, 2010
- Володар Кубка Лібертадорес (1):

«ЛДУ Кіто»: 2008
- Переможець Рекопи Південної Америки (2):

«ЛДУ Кіто»: 2009, 2010
- Переможець Південноамериканського кубка (1):

«ЛДУ Кіто»: 2009

### Особисті
Найкращий бомбардир Кубка Лібертадорес: 2006 (5 голів)